# John Swanwick
John Swanwick (*  1740 in England; † 1. August 1798 in Philadelphia, Pennsylvania) war ein US-amerikanischer Politiker. Zwischen 1795 und 1798 vertrat er den Bundesstaat Pennsylvania im US-Repräsentantenhaus.

## Werdegang
Weder Swanwicks genaues Geburtsdatum noch sein Geburtsort sind überliefert. Auch über seine Jugend und Schulzeit gibt es keine Angaben. Anfang der 1770er Jahre kam er aus seiner englischen Heimat in die damals noch britische Kolonie Pennsylvania. Er ließ sich in Philadelphia nieder, wo er im Handel arbeitete. Außerdem veröffentlichte er einen Gedichtband. In den 1790er Jahren schlug Swanwick auch eine politische Laufbahn ein. Er wurde Mitglied der damals von Thomas Jefferson gegründeten Demokratisch-Republikanischen Partei.
Bei den Kongresswahlen des Jahres 1794 wurde Swanwick Partei im ersten Wahlbezirk von Pennsylvania in das damals noch in Philadelphia tagende US-Repräsentantenhaus gewählt, wo er am 4. März 1795 sein neues Mandat antrat. Nach einer Wiederwahl konnte er bis zu seinem Tod am 1. August 1798 im Kongress verbleiben. Zwischen 1795 und 1797 war er Vorsitzender des Ausschusses für Handel und Handwerk.